# Matías Tagliamonte
Matías Nicolás Tagliamonte (Rafaela, 19 febbraio 1998) è un calciatore argentino, portiere dell'Unión (SF) in prestito dal Racing Club.

## Carriera
Tagliamonte è cresciuto nel settore giovanile dell'Atlético Rafaela dove ha debuttato l'8 ottobre 2019 nell'incontro di Primera B Nacional pareggiato 1-1 contro il Dep. Santamarina.
Nel febbraio del 2021 è stato ceduto in prestito con opzione di acquisto al Racing Club, con cui ha esordito il 17 marzo in Copa Argentina contro lo Sp. Belgrano (SF). Al termine della stagione è stato acquistato a titolo definitivo ed il 25 settembre 2022 ha debuttato in Primera División contro l'Unión (SF).
Nel gennaio del 2024 è stato ceduto in prestito al Tigre.

## Statistiche

### Presenze e reti nei club
Statistiche aggiornate al 2 aprile 2024.
| Stagione        | Squadra          | Campionato      | Campionato | Campionato | Coppe nazionali | Coppe nazionali | Coppe nazionali | Coppe continentali | Coppe continentali | Coppe continentali | Altre coppe | Altre coppe | Altre coppe | Totale | Totale | Totale |
| Stagione        | Squadra          | Comp            | Pres       | Reti       | Comp            | Pres            | Reti            | Comp               | Pres               | Reti               | Comp        | Pres        | Reti        | Pres   | Reti   |        |
| --------------- | ---------------- | --------------- | ---------- | ---------- | --------------- | --------------- | --------------- | ------------------ | ------------------ | ------------------ | ----------- | ----------- | ----------- | ------ | ------ | ------ |
| 2021            | Atlético Rafaela | BN              | 3          | -6         | CA              | 0               | 0               |                    | -                  | -                  |             | -           | -           | 3      | -6     |        |
| 2021            | Racing Club      | PD              | 0          | 0          | CA+CdL          | 1+1             | -1,0            | CL                 | 0                  | 0                  |             | -           | -           | 2      | -1     |        |
| 2022            | Racing Club      | PD              | 1          | -1         | CA+CdL          | 1+0             | -1              | CS                 | 2                  | -1                 | TC          | 0           | 0           | 4      | -3     |        |
| 2023            | Racing Club      | PD              | 4          | -5         | CA+CdL          | 1+2             | -5,-2           | CL                 | 1                  | -4                 |             | -           | -           | 8      | -16    |        |
| 2024            | Tigre            | PD              | 0          | 0          | CA+CdL          | 1+13            | 1,-24           |                    | -                  | -                  |             | -           | -           | 14     | -25    |        |
| Totale carriera | Totale carriera  | Totale carriera | 8          | -12        |                 | 20              | -34             |                    | 3                  | -5                 |             | 0           | 0           | 31     | -51    |        |

## Palmarès

### Club

#### Competizioni nazionali
- Trofeo de Campeones de la Liga Profesional: 1

Racing Club: 2022
- Supercopa Internacional: 1

Racing Club: 2022